# Tổng giáo phận Hyderabad
Tổng giáo phận Hyderabad (tiếng Hindi: हैदराबाद महानगर महाधर्मप्रांत; tiếng Latinh: Archidioecesis Metropolitae Hyderabadensis) là một tổng giáo phận của Giáo hội Công giáo Rôma ở Ấn Độ, với tòa giám mục đặt tại thành phố Hyderabad.